# Charles Karle
Charles George Karle, ameriški veslač, * 15. maj 1898, Filadelfija, Pensilvanija,  † 24. junij 1946, Bryn Mawr, Pensilvanija.
Karle je za Združene države Amerike nastopil kot član četverca brez krmarja na Poletnih olimpijskih igrah 1928 v Amsterdamu. Ameriški čoln je tam osvojil srebrno medaljo.  